# Goathill
Goathill – wieś w Anglii, w hrabstwie Dorset. Leży 28 km na północ od miasta Dorchester i 175 km na zachód od Londynu.